# Dyseuaresta gephyrae
Dyseuaresta gephyrae är en tvåvingeart som först beskrevs av Friedrich Georg Hendel 1914.  Dyseuaresta gephyrae ingår i släktet Dyseuaresta och familjen borrflugor. Inga underarter finns listade i Catalogue of Life.